# Sainte-Marie-du-Mont (Manica)
Sainte-Marie-du-Mont è un comune francese di 783 abitanti situato nel dipartimento della Manica nella regione della Normandia.
Nella frazione di Pouppeville si trova la spiaggia di Utah Beach, dove avvenne lo sbarco in Normandia durante la seconda guerra mondiale.

## Società

### Evoluzione demografica
Abitanti censiti